# The Balance
The Balance è il terzo album in studio del gruppo musicale gallese Catfish and the Bottlemen, pubblicato nel 2019.

## Tracce
1. Longshot – 3:52
2. Fluctuate – 3:12
3. 2all – 3:08
4. Conversation – 3:31
5. Sidetrack – 3:20
6. Encore – 2:45
7. Basically – 3:21
8. Intermission – 1:47
9. Mission – 3:43
10. Coincide – 3:06
11. Overlap – 3:22